# Ilha de Curupu
A Ilha de Curupu é uma ilha privada brasileira, localizada na Baía de Curupu. Politicamente, está integrada ao município de Raposa, no estado do Maranhão, próximo da capital maranhense, São Luís.
A ilha é conhecida por abrigar duas mansões da família de José Sarney, político brasileiro, ex-presidente da República ex-presidente do Senado Federal. Na residência mais antiga, moram José Sarney e sua esposa, Marly Sarney. Na segunda, construída a partir de 2006, vivem Roseana Sarney, ex-governadora do Maranhão, e seu marido, Jorge Murad Júnior.
A Ilha de Curupu é composta por densas florestas de manguezais preservados e praias desertas, e seu território é cortado por alguns rios. 
Por ser bem preservado, o local é refúgio para várias espécies de animais como o boto-cinza (sotalia guianensis) e o peixe-boi-marinho (trichechus manatus), como também ser área de desova para várias fêmeas de tartarugas-marinhas de diferentes espécies.